# Чома (Замбия)
Чома (англ. Choma) — город в Замбии, в Южной провинции страны.

## География и климат
Расположен на главной дороге между Лусакой и Ливингстоном. Административный центр одноимённого района. Абсолютная высота — 1320 метров над уровнем моря.
Климат города типичен для южной Замбии с температурами между 14 и 28°С. Наиболее высокие температуры характерны для периода с начала октября по конец декабря, а наиболее низкие — для июня и июля. Средний годовой уровень осадков составляет около 800 мм, из которых 369 мм выпадает в январе и феврале. Влажность меняется от 33 % перед началом сезона дождей в октябре до 77 % в феврале. Преобладают восточные и юго-западные ветра.
| Показатель                    | Янв. | Фев. | Март | Апр. | Май  | Июнь | Июль | Авг. | Сен. | Окт. | Нояб. | Дек. | Год  |
| ----------------------------- | ---- | ---- | ---- | ---- | ---- | ---- | ---- | ---- | ---- | ---- | ----- | ---- | ---- |
| Средний суточный максимум, °C | 26,9 | 26,8 | 26,8 | 26,4 | 24,8 | 22,9 | 22,8 | 25,4 | 29,2 | 30,9 | 29,4  | 27,2 | 26,6 |
| Средняя температура, °C       | 21,1 | 20,9 | 20,4 | 19,0 | 16,5 | 14,0 | 13,7 | 16,5 | 20,6 | 22,8 | 22,7  | 21,1 | 19,1 |
| Средний суточный минимум, °C  | 16,7 | 16,4 | 15,2 | 12,1 | 7,8  | 4,7  | 4,3  | 6,5  | 10,7 | 14,3 | 16,2  | 16,6 | 11,7 |
| Норма осадков, мм             | 203  | 161  | 84   | 28   | 7    | 0    | 0    | 0    | 1    | 23   | 93    | 198  | 798  |
| Источник: World Climate       |      |      |      |      |      |      |      |      |      |      |       |      |      |

## Экономика
Через Чому проходит трансафриканское Шоссе Каир-Кейптаун и региональные автодороги. Имеется железнодорожное сообщение.
Экономика представлена сельским хозяйством. В городе находится небольшой музей, посвящённый культуре народа тонга.

## Население
По данным на 2013 год численность населения составляет 64 403 человека.
Динамика численности населения города по годам:
| 1980   | 1990   | 2000   | 2013   |
| ------ | ------ | ------ | ------ |
| 17 900 | 30 143 | 40 405 | 64 403 |